# Mladí rebelové
Mladí rebelové, též Muž, který miloval Yngveho (v originále Mannen som elsket Yngve) je norský hraný film z roku 2008, který režíroval Stian Kristiansen podle románu Torea Renberga. Snímek byl v ČR uveden pod festivalovým názvem Muž, který miloval Yngveho na Mezinárodním filmovém festivalu v Karlových Varech dne 5. července 2008 a v říjnu následujícího roku v hlavní soutěži festivalu Mezipatra. Do DVD distribuce se dostal s názvem Mladí rebelové, pod nímž jej uvedla také televize HBO.

## Děj
Jarle žije po rozvodu rodičů s matkou ve Stavangeru. Po pádu Berlínské zdi na podzim roku 1989 spolužáci Jarle a Helge zakládají hudební kapelu Mathias Rust Band a mají s ní velké plány. Jarle chodí s Katrine, ale když do třídy nastoupí nový spolužák Yngve, Jarle k němu začne pociťovat přitažlivost. Je zmatený a snaží se každou volnou chvíli strávit s Yngvem. Vynechává zkoušky kapely, Helge ani Katrine jeho chování nechápou. Jejich první koncert se nevyvede, po něm dojde k roztržce mezi Jarlem a Helgem. Jarle se pohádá také s Yngvem a ten se poté pokusí o sebevraždu. Jarle za ním jede do sanatoria, aby se mu omluvil.  

## Obsazení
| Rolf Kristian Larsen    | Jarle Klepp     |
| Arthur Berning          | Helge Ombo      |
| Ole Christoffer Ertvaag | Yngve Lima      |
| Ida Elise Broch         | Katrine Halsnes |
| Erlend Stene            | Oljeungen       |
| Jørgen Langhelle        | Jarlův otec     |
| Knut Sverdrup Kleppestø | Andreas         |